# هاوکر هورنبیل
هاوکر هورنبیل (به انگلیسی: Hawker Hornbill) یک هواپیمای ساختِ کارخانهٔ هاوکر ایرکرفت در کشور بریتانیا است. این هواپیما برای نخستین بار در ۱ ژوئیه ۱۹۲۵ میلادی مورد استفاده قرار گرفت.